# Hrabstwo DeKalb (Tennessee)
Hrabstwo DeKalb (ang. DeKalb County) – hrabstwo w stanie Tennessee w Stanach Zjednoczonych. Obszar całkowity hrabstwa obejmuje powierzchnię 328,98 mil² (852,05 km²). Według szacunków United States Census Bureau w roku 2009 miało 18 954 mieszkańców.
Hrabstwo powstało w 1837 roku. 
Hrabstwo należy do nielicznych hrabstw w Stanach Zjednoczonych należących do tzw. dry county, czyli hrabstw gdzie decyzją lokalnych władz obowiązuje całkowita prohibicja.

## Miasta

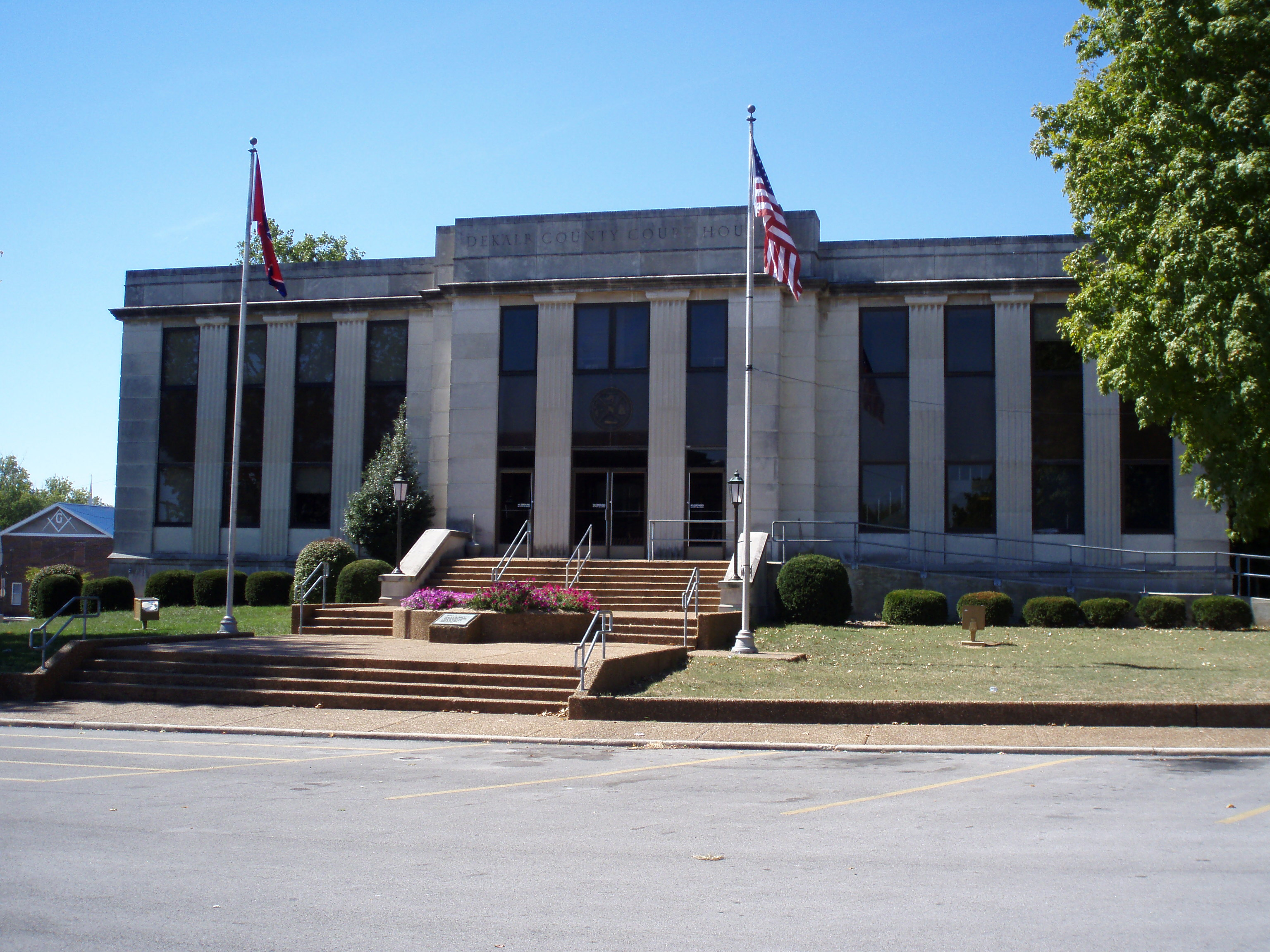
Budynek administracji hrabstwa (courthouse) w Smithville

- Alexandria
- Dowelltown
- Liberty
- Smithville[6]